# Fox-Amphoux
Fox-Amphoux – miejscowość i gmina we Francji, w regionie Prowansja-Alpy-Lazurowe Wybrzeże, w departamencie Var.
Według danych na rok 1990 gminę zamieszkiwało 349 osób, a gęstość zaludnienia wynosiła 9 osób/km² (wśród 963 gmin regionu Prowansja-Alpy-W. Lazurowe Fox-Amphoux plasuje się na 539. miejscu pod względem liczby ludności, natomiast pod względem powierzchni na miejscu 221.).